# 集包铁路第二双线
集包第二双线，简称集包线，是一条由内蒙古自治区乌兰察布市到包头市的一条铁路。其线路基本与京包铁路集宁至包头段平行。线路全长308千米，于2012年12月3日正式通车，全线由呼和浩特铁路局管辖运营。自通车之日起，原京包铁路集包段绝大部分旅客列车改经集包第二双线运营。自2015年1月8日起，该段线路开始运营往返于包头，呼和浩特和集宁间的动车组列车。
集包铁路第二双线葫芦经卓资东至陶卜齐段为现已并入京包铁路，原京包铁路古营盘到台阁牧段现已和张唐铁路、张集铁路合并为唐包铁路，台阁牧到包头段成为京包客运专线的一部分。